# Phare d'Ostende
Le phare d'Ostende, surnommé Lange Nelle (« grande Nelly » en néerlandais ou « grande méchante fille » en flamand occidental d'Ostende), est le phare desservant le port et la ville belge d'Ostende, située dans la province de Flandre-Occidentale.
Il est classé monument historique.

## Caractéristiques
Le phare d'Ostende mesure 65 mètres de haut et a une portée de 21 milles. On accède au sommet de la tour par 324 marches.
Il clignote à une fréquence de 3 fois « blanc » toutes les dix secondes.

## Histoire
Le phare actuel fut construit en 1948.